# Radulomyces probatus
Radulomyces probatus är en svampart som först beskrevs av H.S. Jacks., och fick sitt nu gällande namn av Erast Parmasto 1968. Radulomyces probatus ingår i släktet Radulomyces och familjen mattsvampar.   Inga underarter finns listade i Catalogue of Life.